# Andorranisch-polnische Beziehungen
Andorranisch-polnische Beziehungen sind die außenpolitischen Beziehungen zwischen Andorra und Polen. 
Diplomatische Beziehungen wurden 1996 aufgenommen. Zunächst wurde Andorra allein von der polnischen Botschaft in Madrid betreut. Seit 2015 gibt es in Andorra ein polnisches Honorarkonsulat. 2012 wurden zwischen Andorra und Polen mehrere Verträge über eine Zusammenarbeit unterzeichnet. 